# Scolecenchelys breviceps
Espèce
Scolecenchelys breviceps est une espèce de poissons téléostéens serpentiformes.
Elle se rencontre dans le sud de l'Australie, entre l'île Rottnest et la Tasmanie, et autour de la Nouvelle-Zélande, jusqu'à des profondeurs d'environ 50 m, sur des fonds sablonneux ou vaseux. Elle peut atteindre 40 à 60 cm.
C'est un mets traditionnel maori.